# جيروم كريست
جيروم كريست (بالفرنسية: Jérôme Christ)‏ (4 أبريل 1938 بإكيرتش في فرنسا - ) هو لاعب كرة سلة فرنسي في مركز مدافع مسدد الهدف، شارك في الألعاب الأولمبية الصيفية 1960. ولعب مع ستراسبورغ أي جي.

## وصلات خارجية
- جيروم كريست على موقع الاتحاد الدولي لكرة السلة (الإنجليزية)
- جيروم كريست على موقع بروبوليرز (الإنجليزية)
- جيروم كريست على موقع سبورتس رفرنس (الإنجليزية)
- جيروم كريست على موقع أوليمبيديا (الإنجليزية)